# القواعد الأربع (كتاب)
كتاب أو رسالة  القواعد الأربع  للشيخ الإمام محمد بن عبد الوهاب، اشتمل على تقرير ومعرفة قواعد التوحيد، وقواعد الشرك، ومسألة الحكم على أهل الشرك والشفاعة المنفية والشفاعة المثبتة.

## نبذة عن الكتاب
| القواعد الأربع (كتاب) | اعلم أن العبادة لا تسمى عبادة إلا مع التوحيد، كما أن الصلاة لا تسمى صلاة إلا مع الطهارة، فإذا دخل الشرك في العبادة فسدت، كالحدث إذا دخل في الطهارة، فإذا عرفت أن الشرك اذا خالط العبادة أفسدها وأحبط العمل وصار صاحبه من الخالدين في النار، عرفت أن أهم ما عليك: معرفة ذلك، لعل الله أن يخلصك من هذه الشبكة وهي الشرك بالله. | القواعد الأربع (كتاب) |

## القواعد الأربعة
- القاعدة الأولى: أنَّ الكفار في زمن الرسول - ﷺ - الذين قاتلهم كانوا مقرِّين بتوحيد الرُّبوبية، ولم يكونوا مقرين بتوحيد الألوهية.
- القاعدة الثانية: أن الكفار في زمن الرسول - ﷺ - الذين قاتلهم كانوا يعبدون الأصنام، لا لأنَّها تنفع وتضرُّ، بل لأجل القربة والشفاعة فقط.
- القاعدة الثالثة: أن النبِيَّ - ﷺ - ظهر على ناسٍ متفرِّقين في عباداتهم لم يفرِّق بينهم.
- القاعدة الرابعة: أنَّ مُشركي زماننا أعْظم شِرْكًا مِنَ الأوَّلين.[2]